# 9285 Le Corre
A 9285 Le Corre (ideiglenes jelöléssel (9285) 1981 EL24) a Naprendszer kisbolygóövében található aszteroida. Schelte J. Bus fedezte fel 1981. március 2-án.